# دين إيفانز (لاعب هوكي الحقل)
دين إيفانز (بالإنجليزية: Dean Evans)‏ هو لاعب هوكي الحقل أسترالي، ولد في 14 أبريل 1967.

## وصلات خارجية
- دين إيفانز على موقع الاتحاد الدولي للهوكي (الإنجليزية)
- دين إيفانز على موقع اللجنة الأولمبية الدولية (الإنجليزية)
- دين إيفانز على موقع أوليمبيديا (الإنجليزية)
- دين إيفانز على موقع اللجنة الأولمبية الأسترالية (الإنجليزية)